# Kościół Beatae Mariae Virginis w Wolfenbüttel
Kościół Beatae Mariae Virginis (niem. Hauptkirche Beatae Mariae Virginis) – luterańska świątynia znajdująca się w niemieckim mieście Wolfenbüttel. Należy do parafii św. Marii i św. Trójcy i jest tu odprawiana większość jej nabożeństw.

## Historia
Pierwsza wzmianka o świątyni w Wolfenbüttel pochodzi z roku 1301, była to kaplica poświęcona Matce Bożej. W 1533 książę Henryk II Młodszy rozbudował ją jako miejsce swojego pochówku. Obecną świątynię ufundował książę Brunszwiku Henryk Juliusz. Prace budowlane rozpoczęto w 1608 roku pod nadzorem nadwornego budowniczego Paula Franckego. W 1613 w nieukończonej wciąż świątyni złożono szczątki zmarłego niespodziewanie w Pradze księcia Henryka Juliusza. Budowę w większości zakończono do roku 1624 z wyjątkiem szczytów i iglicy wieży. Tymczasowy dach wieży zastąpiono w 1751 barokowym hełmem, znacznie niższym, niż planował Francke. Podczas restauracji z lat 1969–1985 przywrócono XVII-wieczną kolorystykę wnętrza.

## Architektura
Bryła kościoła nawiązuje do gotyckich kościołów halowych, detale reprezentują styl manierystyczny. W zachodnią elewację wbudowana jest masywna wieża. Przypory zaaranżowano jako cokoły rzeźb apostołów i ewangelistów. Gotyckie, ostrołukowe okna zdobią maswerki. Portale: południowy i północny reprezentują manieryzm, a portal zachodni, ukończony dopiero w roku 1645, jest barokowy; zdobi go rzeźba błogosławiącego Chrystusa, figury Mojżesza i Aarona oraz książąt: Henryka Juliusza i Fryderyka Ulryka. Kruchta wieży przykryta jest nisko zawieszonym sklepieniem gwiaździstym. Żebrowe sklepienia korpusu nawowego dźwigają masywne filary na planie ośmiokąta, szersze niż pierwotnie planowano, przedzielone fryzami i zwieńczone kapitelami udekorowanymi rzeźbami głów aniołów. Od północy do prezbiterium dostawiona jest zakrystia. Pierwotnie świątynię otaczał cmentarz.

## Wyposażenie
Ołtarz główny ze scenami Męki Pańskiej pierwotnie miał znajdować się w kościele ewangelickim w Pradze, wykonał go Bernhard Ditterich z Freibergu. Ambona została wykonana przez Georga Steygera i Friedricha Greyssa, podtrzymywana jest przez figurę Mojżesza trzymającego tablicę z Dekalogiem. Chrzcielnica pochodzi z roku 1722. Bogato zdobiony prospekt organowy wykonali Georg Huebsch i Friedrich Greyss. Kryje on czteromanuałowe organy z 53 głosami z warsztatu Karla Schukego z 1959 roku. Pierwotny instrument wykonał Gottfried Fritzsche w latach 1619–1623, ufundował go nadworny kapelmistrz Michael Praetorius. Żyrandol wykonano w Polsce, w 1566 został podarowany świątyni przez rodzinę książęcą. Na wieży kościoła zawieszone są trzy dzwony.

## Galeria

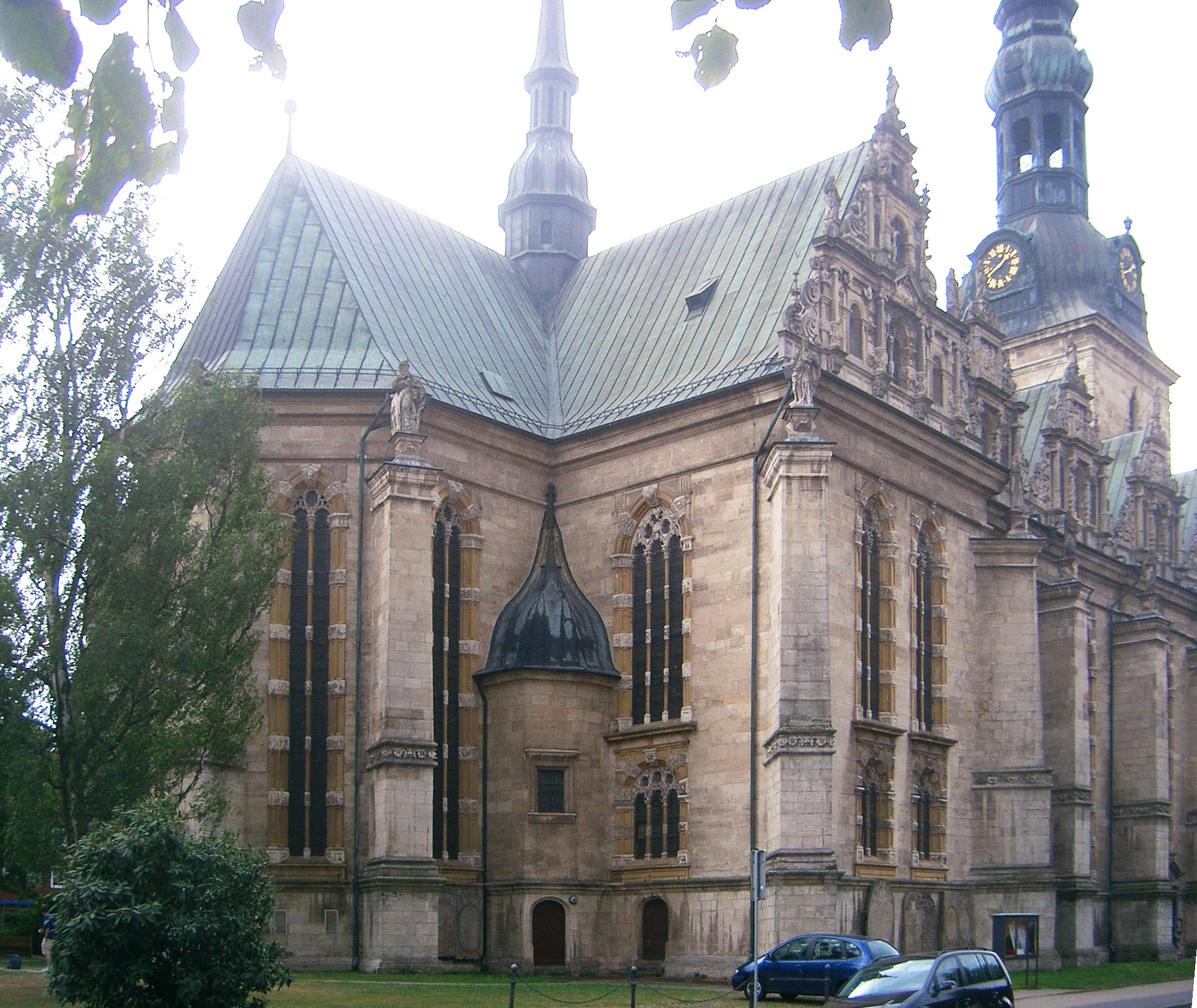
Widok z północnego wschodu
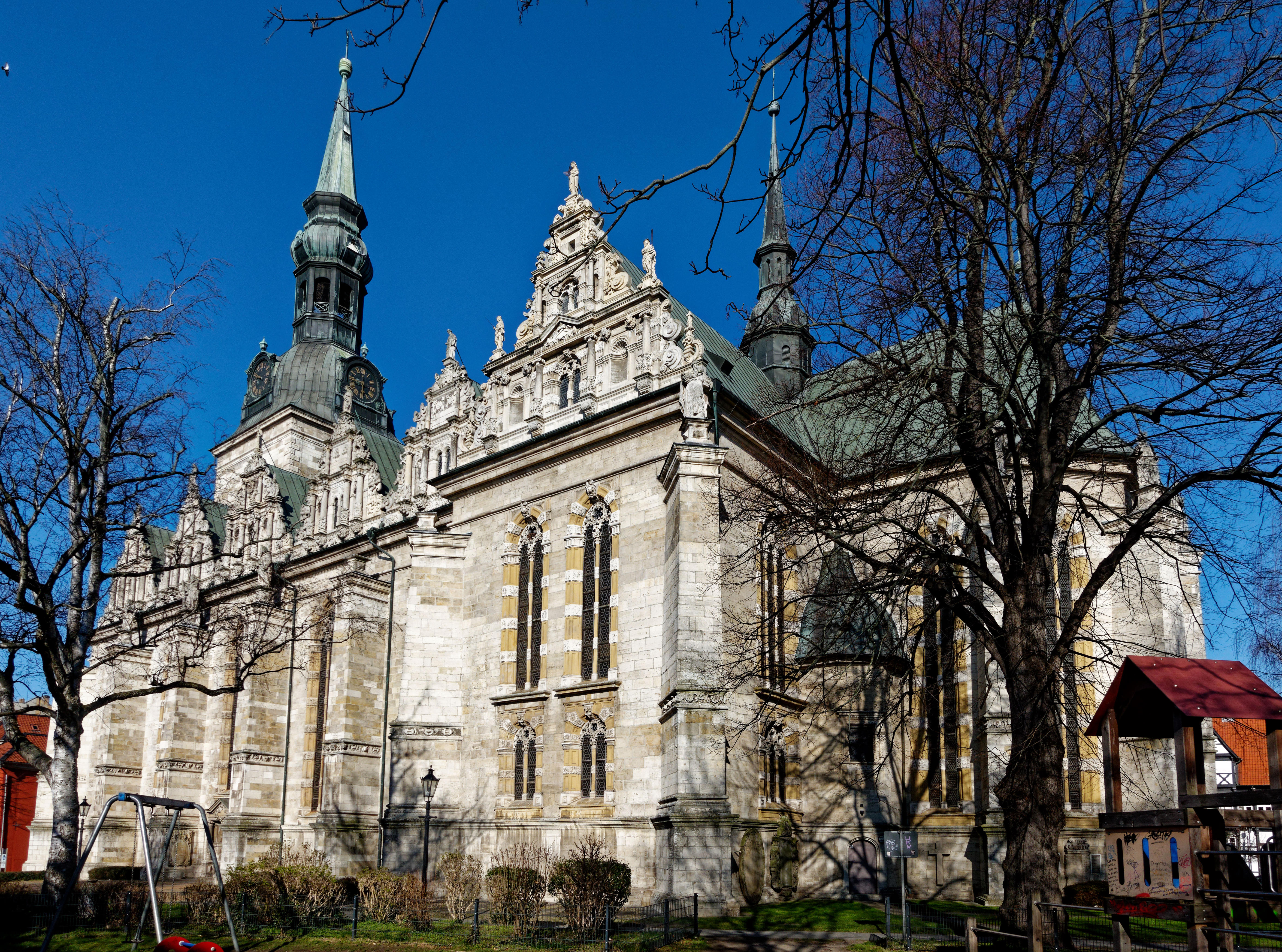
Widok z południowego zachodu
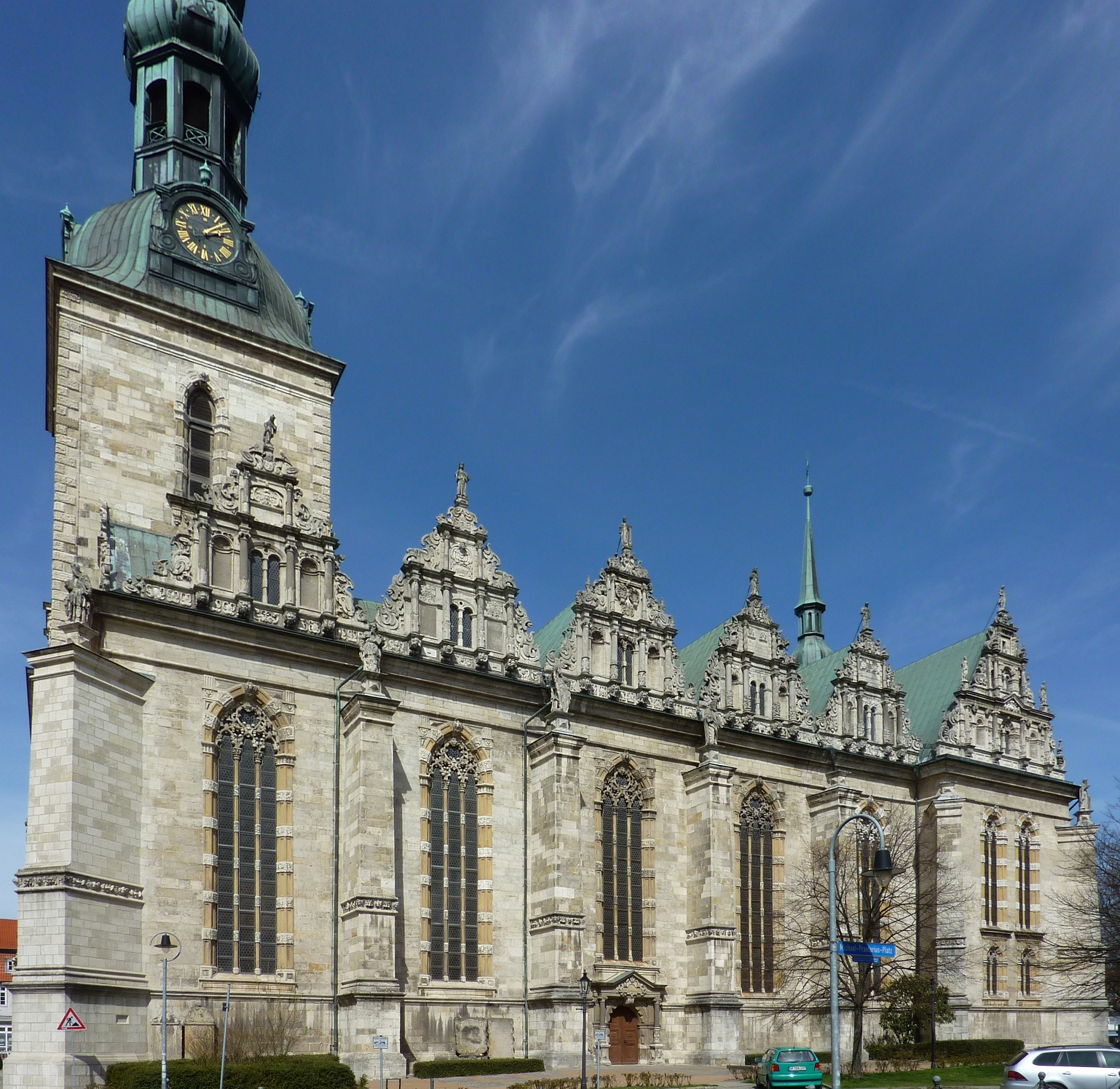
Północna elewacja
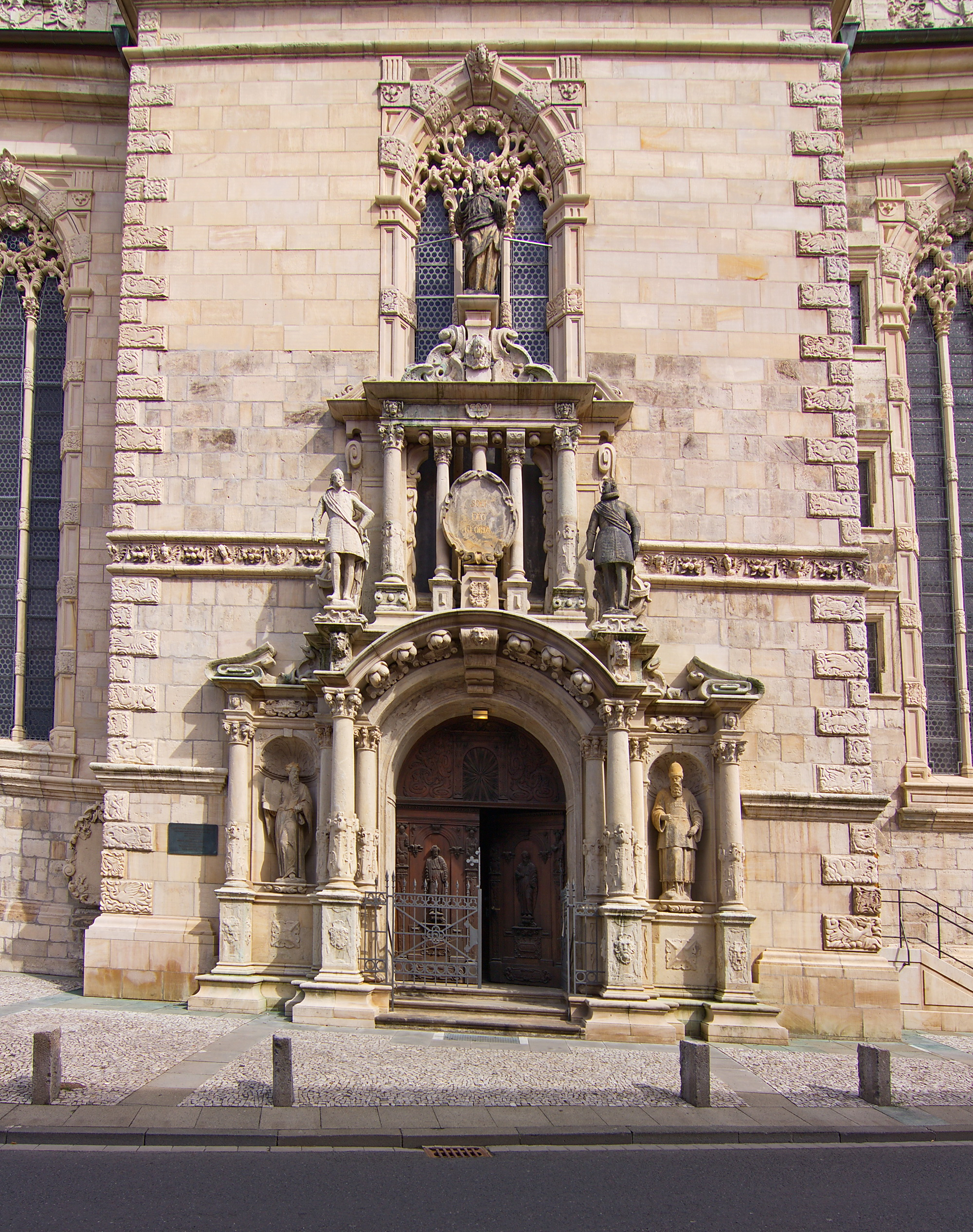
Barokowy portal główny
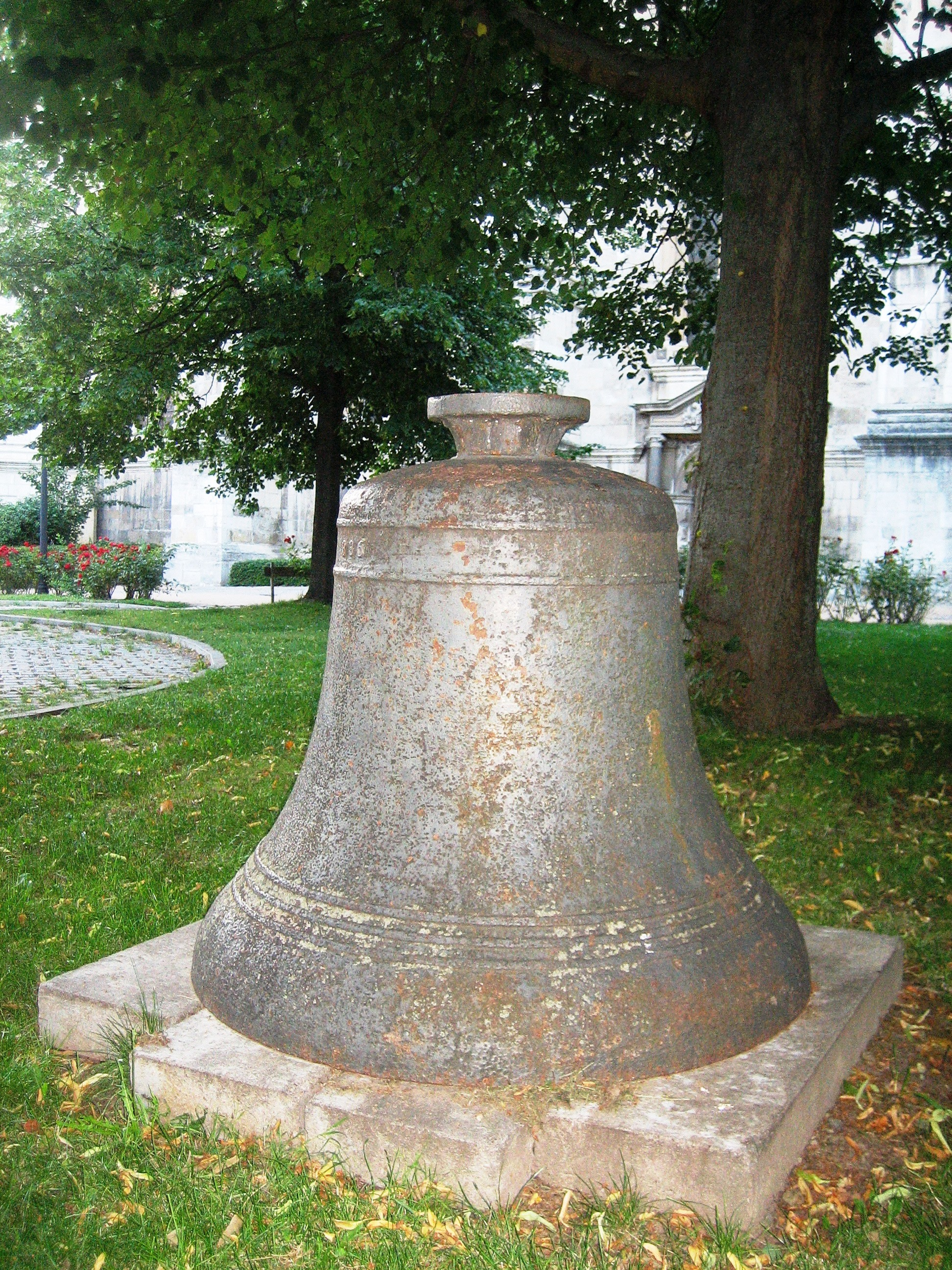
Stary, stalowy dzwon
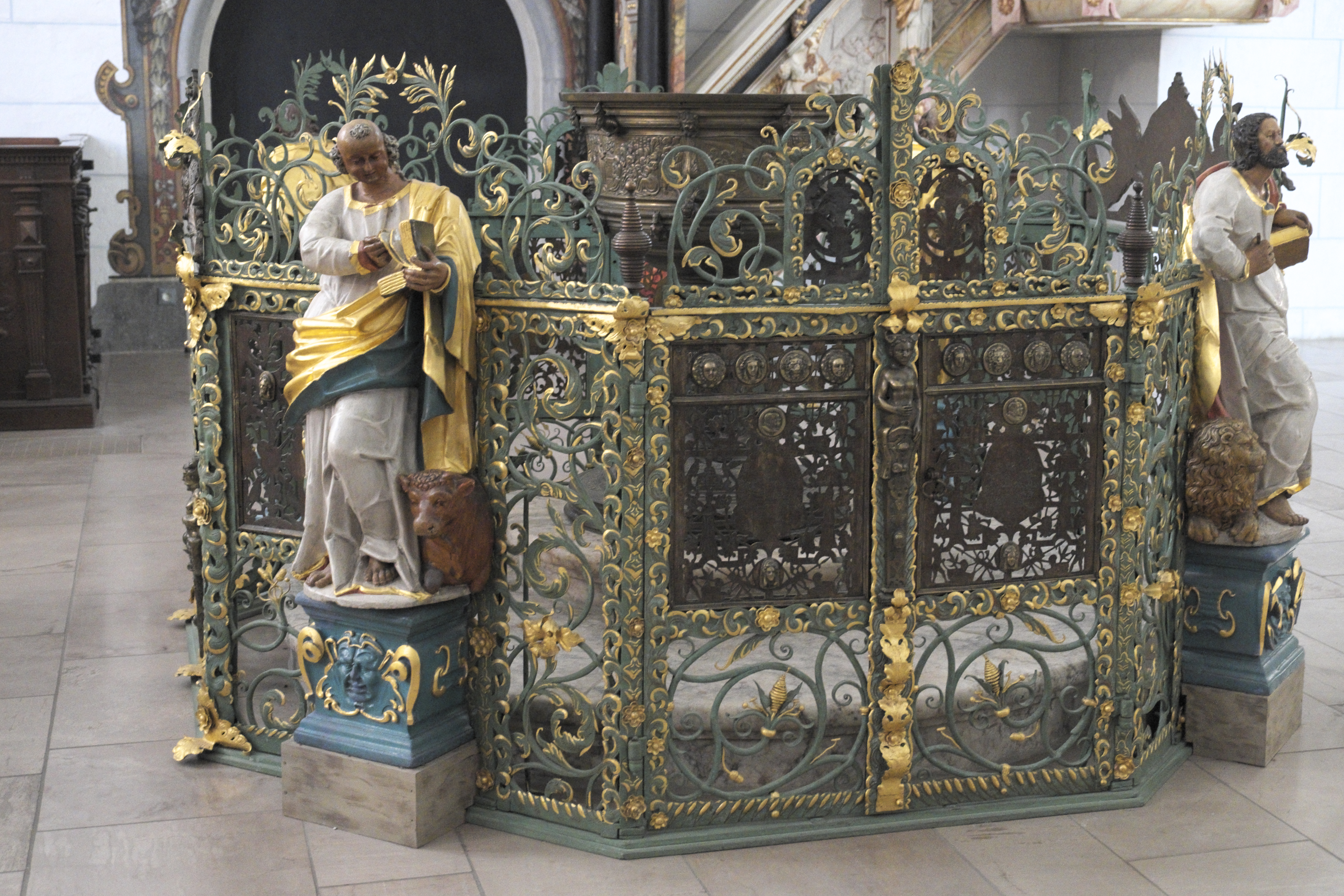
Chrzcielnica
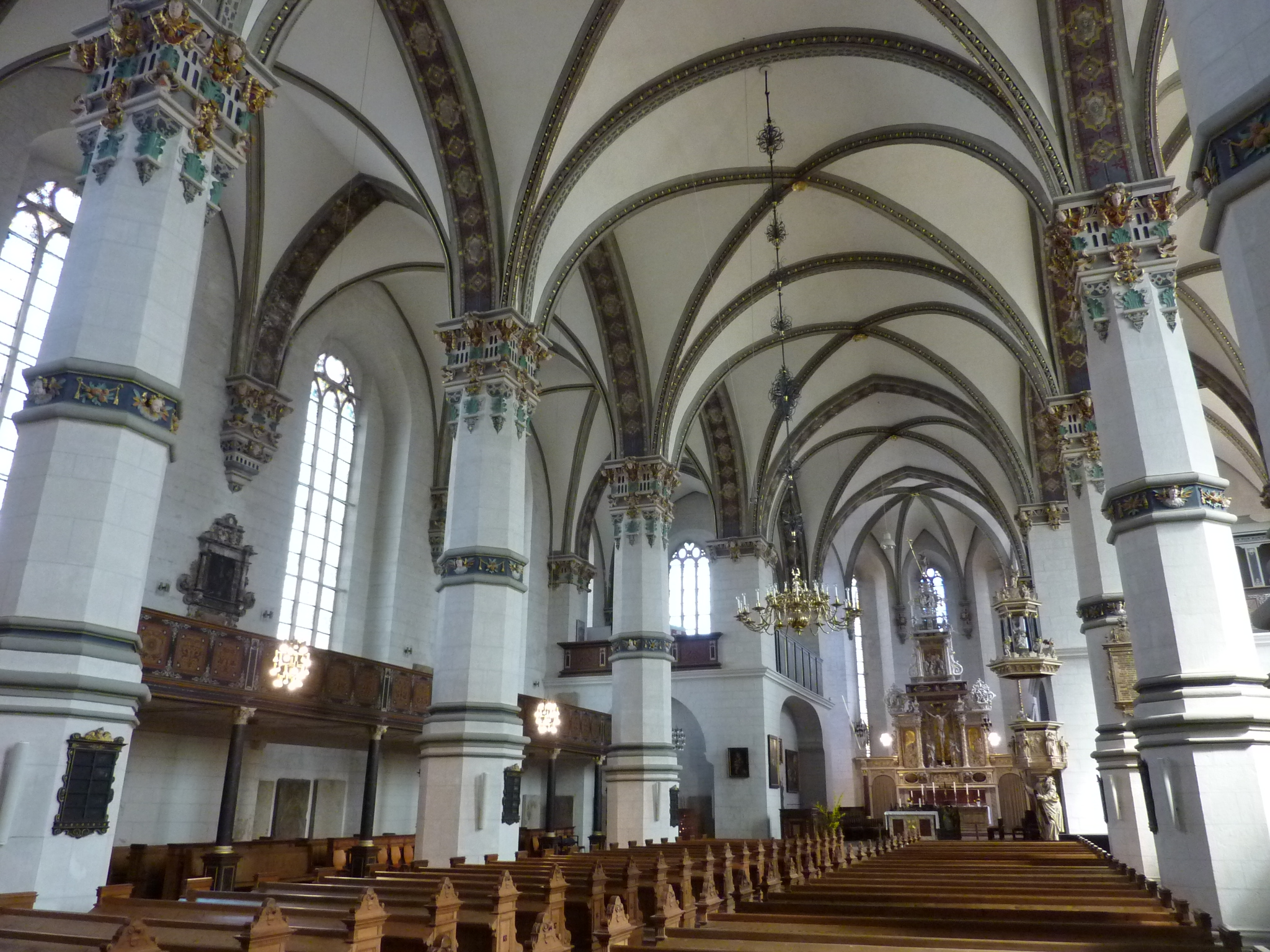
Wnętrze
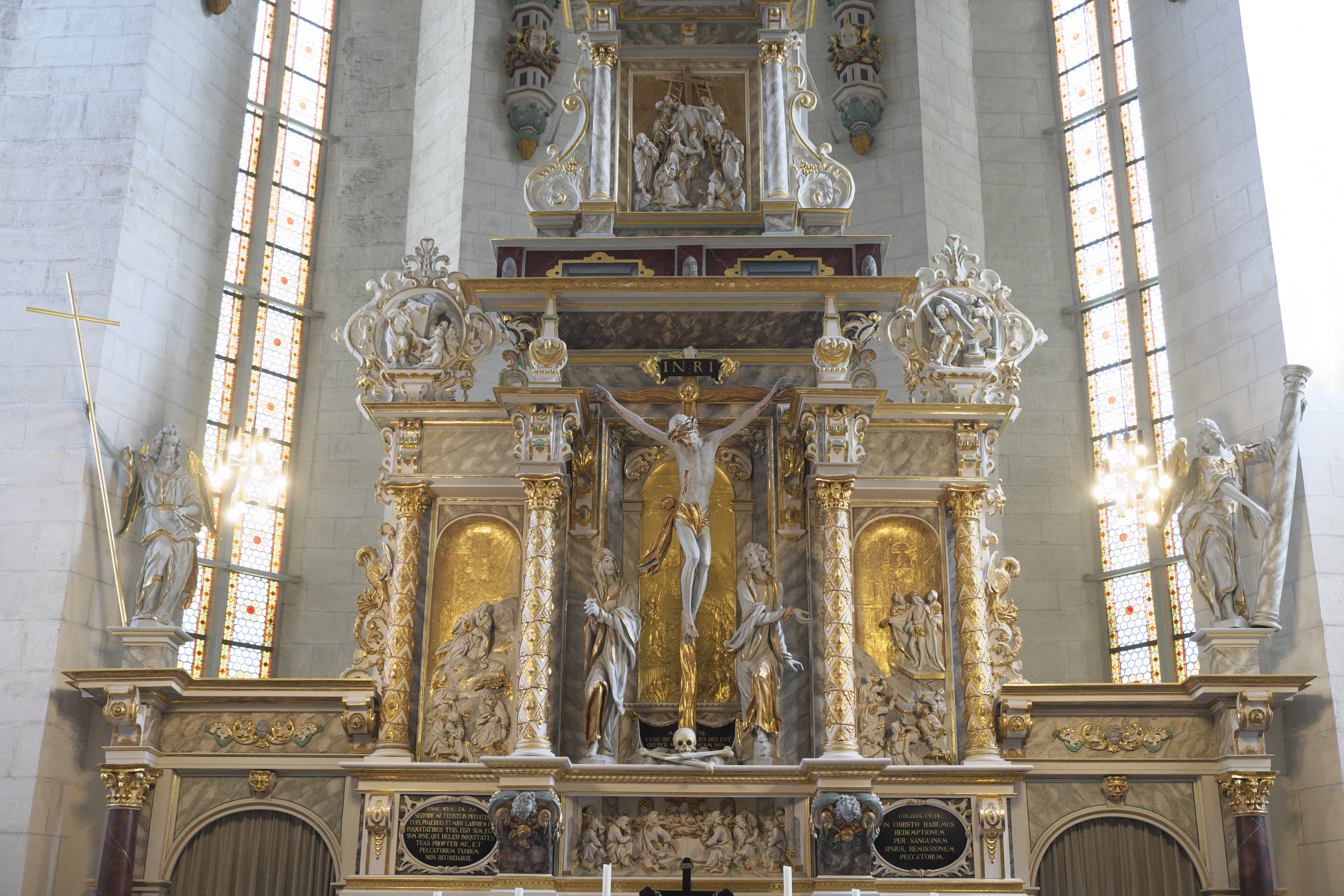
Ołtarz główny
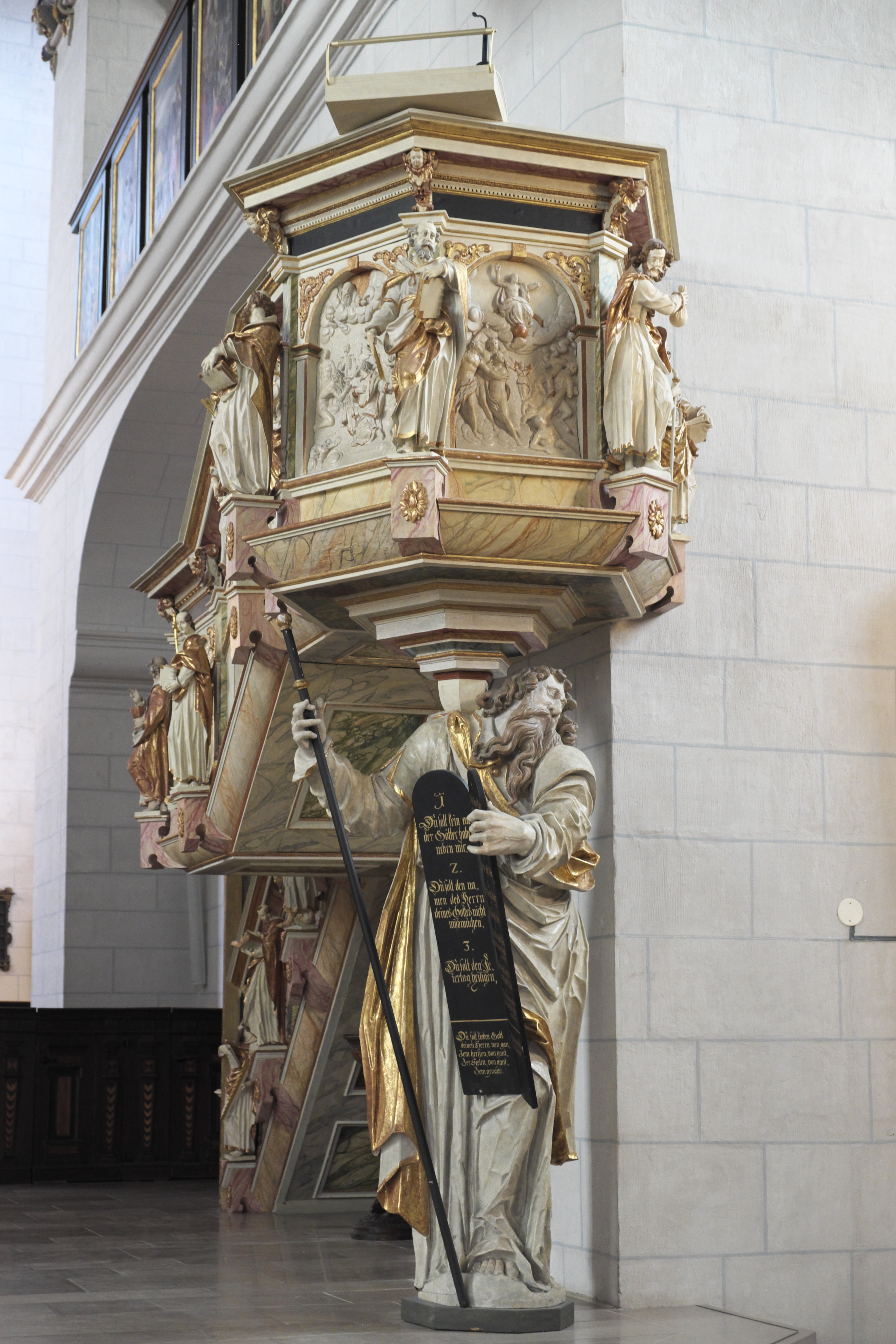
Ambona
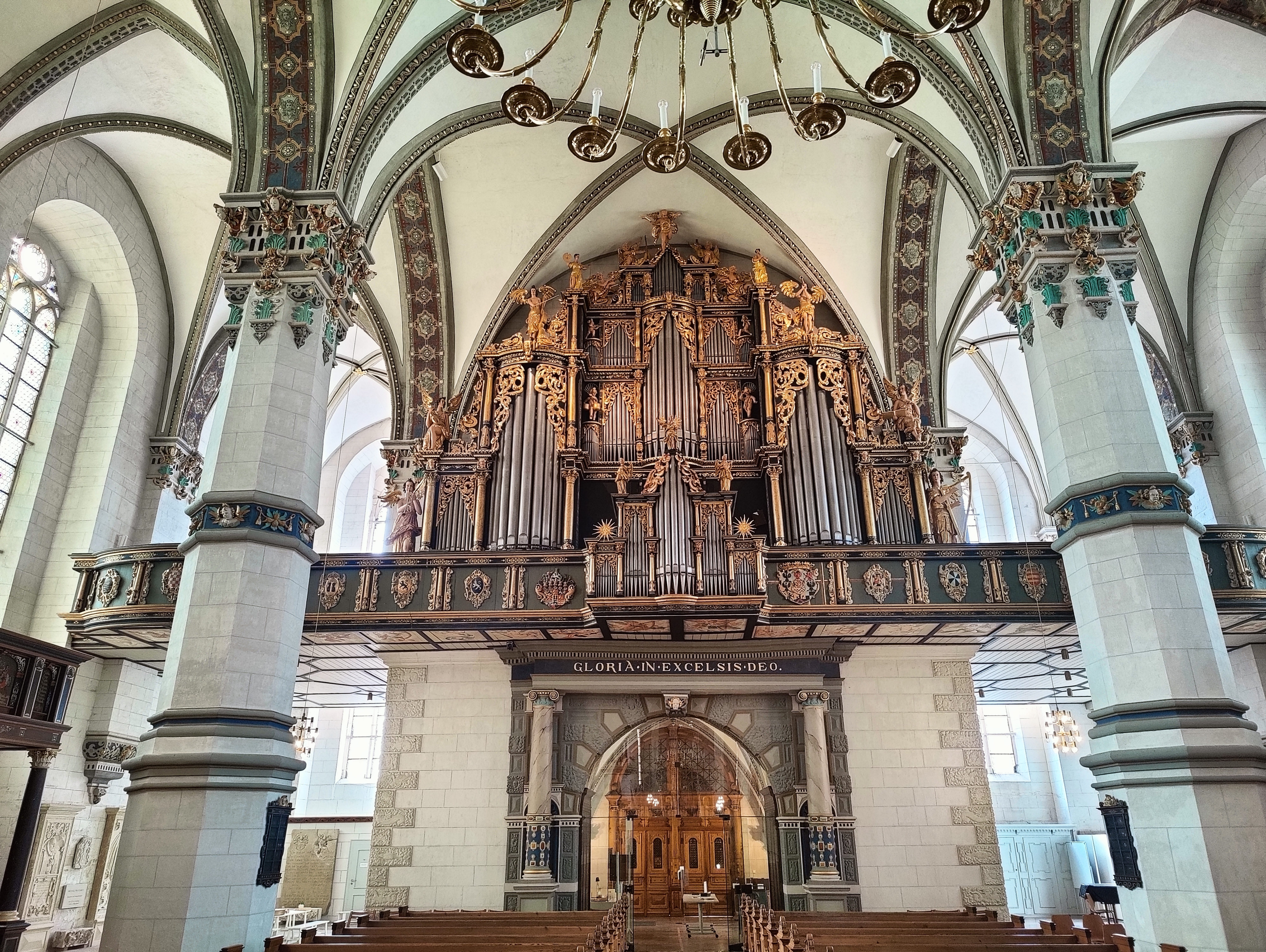
Organy
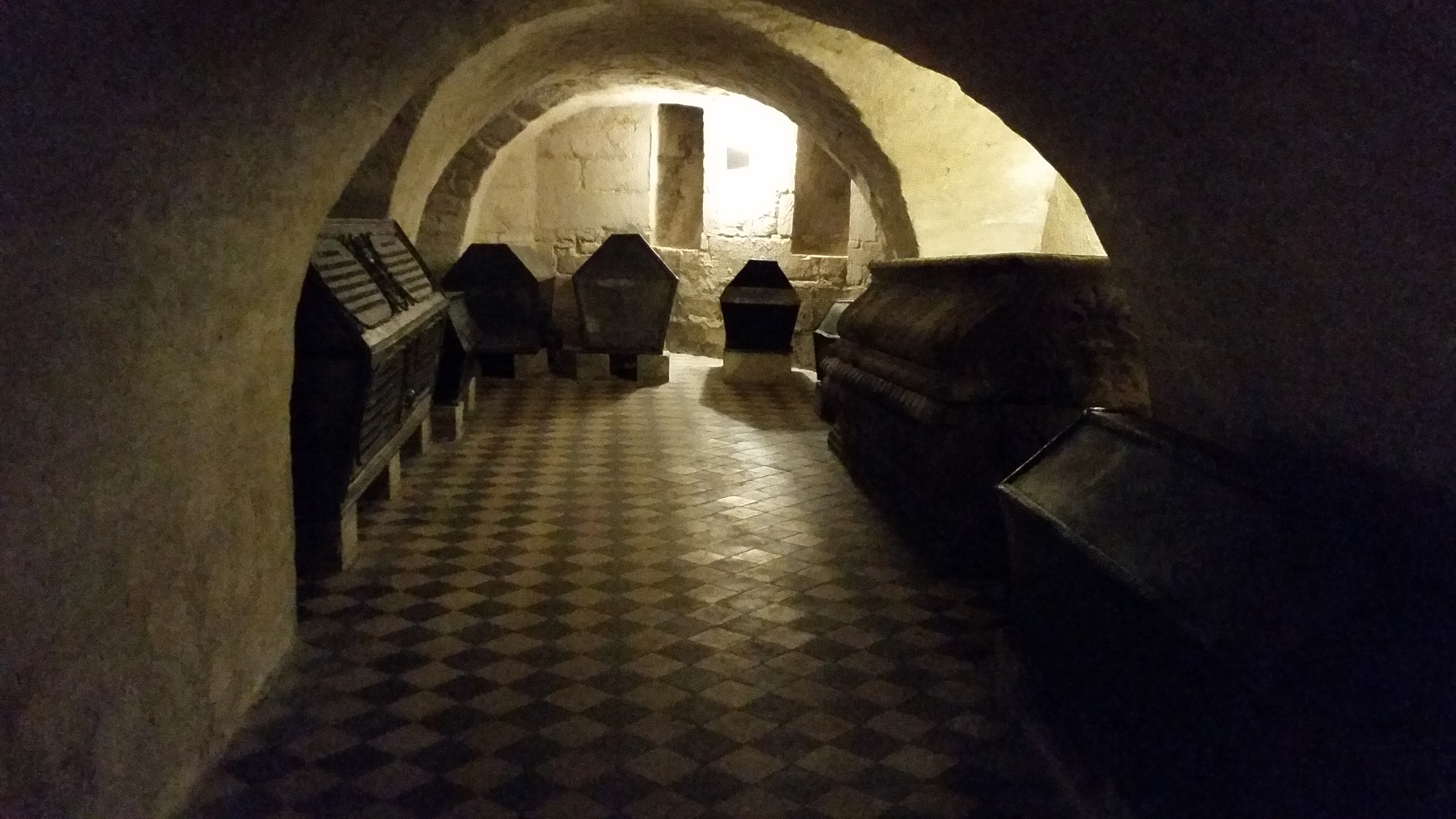
Krypta książęca